# 4. јун
4. јун (4.6.) је 155. дан године по грегоријанском календару (156. у преступној години). До краја године има још 210 дана.

## Догађаји
- 1133 — Немачки краљ Лотар II крунисан је за римског цара током похода на Рим, који је предузео да у Рим врати прогнаног папу Иноћентија II.
- 1745 — Битка код Хоенфридберга, између пруске и аустријске војске. Део је Рата за аустријско наслеђе, а завршена је пруском победом.
- 1783 — Француски проналазачи браћа Етјен и Жозеф Монголфје први пут су јавно демонстрирали летење балоном пуњеним загрејаним ваздухом.
- 1831 — Белгијски Конгрес прогласио је принца Леополда из династије Сакс-Кобург за првог монарха независне Белгије.
- 1859 — Француска војска под командом Наполеона III је поразила аустријску војску у бици код Мађенте.
- 1916 — Код Лавова у Првом светском рату почела је Брусиловљева офанзива руског генерала Алексеја Брусилова, која је значајно олакшала положај савезника на западном фронт и у Италији. Брусилов је у августу потукао трупе Централних сила и заробио око 400.000 војника.
- 1920 — У дворцу Тријанон код Париза силе Антанте су после Првог светског рата потписале мировни уговор са Мађарском и одузеле јој територије које је држала у оквиру Аустроугарске.
- 1942 — Почела је четвородневна битка за пацифичка острва Мидвеј, у којој су Американци нанели први озбиљан пораз Јапанцима у Другом светском рату.
- 1943 — Војним пучем збачен је са власти председник Аргентине Рамон Кастиљо.
- 1944 — Савезничке трупе ушле су у Рим у Другом светском рату.
- 1946 — Генерал Хуан Перон изабран је за председника Аргентине.
- 1970 — Британски протекторат Тонга стекао је независност у оквиру Комонвелта.
- 1989 —
  - Кинеске власти су растуриле студентске демонстрације на пекиншком тргу Тјенанмен на којима је тражена демократизација земље. Према званичним подацима погинуло је 300 људи, а 7.000 је повређено, а према извештајима већине светских медија погинуло је више хиљада људи.
  - На првим вишепартијским изборима у Пољској, након скоро 50 година, опозициона коалиција и алтернативни синдикални покрет „Солидарност“ надмоћно су победили владајуће комунисте, што је означило крај комунизма и совјетске превласти у Пољској. Вођа „Солидарности“ Лех Валенса у децембру 1990. постао је председник Пољске.
- 1991 — Комунистичка влада Фатоса Наноа у Албанији поднела је оставку након 20-дневног генералног штрајка.
- 1993 — Савет безбедности УН одобрио је слање наоружаних трупа у Босну ради заштите шест „зона безбедности“ (Сарајево, Тузла, Жепа, Сребреница, Горажде и Бихаћ) са овлашћењем да употребе оружје, а у случају потребе, одобрено је дејство НАТО авијације.
- 1996 — Европска ракета „Аријана 5“ експлодирала је 40 секунди после лансирања.
- 2003 —
  - У Обилићу на Косову у својој кући убијена су три члана породице Столић, супружници Слободан и Радмила и њихов син Љубинко. УНМИК понудио 50.000 долара награде за информације које би довеле до хапшења виновника тог злочина.
  - Хрватска влада је на шест месеци суспендовала визни режим за грађане Србије и Црне Горе, који је био на снази око 12 година.
  - На изборима у Тогоу председник Гнасингбе Ејадема, освојио је нови петогодишњи мандат. На чело државе дошао је војним ударом 1967. и важи за афричког лидера који најдуже влада.

## Рођења
- 1867 — Карл Манерхајм, фински војни вођа и државник. (прем. 1951)[1]
- 1907 — Розалинд Расел, америчка глумица, комичарка, сценаристкиња и певачица. (прем. 1976)[2]
- 1925 — Антонио Пучадес Касанова, шпански фудбалер. (прем. 2013)[3]
- 1929 — Каролос Папуљас, грчки политичар, председник Грчке (2005—2015). (прем. 2021)
- 1936 — Брус Дерн, амерички глумац.[4]
- 1947 — Благоје Пауновић, српски фудбалер и фудбалски тренер. (прем. 2014)[5]
- 1956 — Кит Дејвид, амерички глумац и продуцент.[6]
- 1960 — Милош Ђелмаш, српски фудбалер.[7]
- 1965 — Игор Колаковић, црногорски одбојкаш и одбојкашки тренер.[8]
- 1970 — Изабела Скорупко, пољско-шведска глумица, музичарка и модел.[9]
- 1970 — Ричи Хотин, енглеско-канадски ди-џеј, музичар и музички продуцент.[10]
- 1972 — Милица Михајловић, српска глумица.[11]
- 1972 — Стоја, српска певачица.[12]
- 1975 — Анџелина Џоли, америчка глумица и редитељка.[13]
- 1976 — Ненад Зимоњић, српски тенисер.[14]
- 1976 — Кејси Чејмберс, аустралијска музичарка.[15]
- 1982 — Драгана Томашевић, српска атлетичарка (бацање диска).[16]
- 1983 — Гиљермо Гарсија-Лопез, шпански тенисер.[17]
- 1984 — Милко Бјелица, српско-црногорски кошаркаш.[18]
- 1985 — Лукас Подолски, немачки фудбалер.[19]
- 1991 — Раџив Ван ла Пара, холандски фудбалер.[20]
- 1991 — Лоренцо Инсиње, италијански фудбалер.[21]
- 1995 — Петар Ракићевић, српски кошаркаш.[22]
- 1999 — Домен Превц, словеначки ски-скакач.[23]

## Смрти
- 1039 — Конрад II, немачки краљ и цар Светог римског царства. (рођ. 990)[24]
- 1798 — Ђовани Казанова де Саингалт, италијански авантуриста
- 1941 — Вилхелм II Немачки, пруски краљ и немачки цар (рођ. 1859)[25]
- 1951 — Сергеј Кушевицки, руски диригент[26]
- 1971 — Ђерђ Лукач, мађарски филозоф и књижевни критичар. (рођ. 1885)[27]
- 2004 — Нино Манфреди, италијански комичар[28]
- 2012 — Љубиша Рајић, професор скандинавских језика на Филолошком факултету у Београду (рођ. 1947)
- 2017 — Хуан Гојтисоло, шпански писац (рођ. 1931)[29]
- 2018 — Љубиша Јеремић, професор, књижевни критичар, историчар и теоретичар књижевности (рођ. 1938)[30]

## Празници и дани сећања
- Међународни празници
  - Међународни дан деце жртава насиља
- Српска православна црква слави:
  - Светог мученика Василиска
  - Светог мученика Јована Владимира - српског краља
  - Други васељенски сабор
  - Светог праведног Мелхиседека